# Kvam
Kvam er en kommune ved Hardangerfjorden i Vestland fylke i Norge. Den grænser i nord til Vaksdal og Voss, i øst til Granvin, i syd til Kvinnherad, og i vest til Fusa og Samnanger. På den anden side af Hardangerfjorden ligger Ullensvang og Jondal kommune. Kommunecenteret er Norheimsund, andre byer er Øystese, Strandebarm og Ålvik. Højeste punkt i Kvam er Fuglafjell på 1.336 moh.

## Folk fra Kvam
- Isak Nilssen Botnen († 1759)[1]
- Peder Jørgen Cloumann († 1817), foged, politiker, eidsvollsmand
- Johannes Nilssøn Skaar († 1904), biskop
- Nils Nilsson Skaar († 1909), politiker, stortingsmand
- Jon Flatabø († 1930), forfatter
- Ingebrigt Vik († 1927), billedhugger
- Jakob Nilsson Vik † 1960), politiker, socialminister 1931-1933, stortingsmand
- Geirr Tveitt († 1981), komponist
- Svein Rosseland († 1985), astrofysiker, professor ved Universitetet i Oslo
- Pål Sundvor († 1992), forfatter
- Sverre L. Mo († 2001), stortingsmand (KrF) 1965-1981
- Per Øyvind Heradstveit († 2004), journalist, voksede op i Vikøy i Kvam
- Svanhild Mundheim , kanalvert i NRK († 2014)
- Ingmar Ljones (1943–), politiker, stortingsmand, tidl. ordfører i Bergen
- Kaj Skagen (1949–), forfatter[2][3]
- Nils Gunnar Lie (1950–), journalist og programleder (NRK/TV 2)
- Valgerd Svarstad Haugland (1956–), politiker, regeringsmedlem
- Jon Fosse (1959–), forfatter, voksede op i Strandebarm
- Frode Aga (1955–), kok
- Arne Johannessen (1958–), lensmann, tidl. leder af Politiets Fellesforbund
- Geir Botnen (1959–), pianist
- Yngve Sundvor (1968–)
- Frank Kjosås (1981–), skuespiller
- Grunde Almeland (1991–), politiker, stortingsmand, statssekretær